# Alex Santana
Alex Santana (Morungaba, 1995. május 13. –) brazil labdarúgó, az Athletico Paranaense középpályása.

## Pályafutása
Santana a brazíliai Morungaba községben született. Az ifjúsági pályafutását a Paulista csapatában kezdte, majd 2012-ben az Internacional akadémiájánál folytatta.
2013-ban mutatkozott be az Internacional első osztályban szereplő felnőtt csapatában. 2013. október 11-én, a Flamengo ellen idegenben 2–1-re elvesztett mérkőzés 61. percében, Otáviot váltva debütált. 2016 és 2018 között több klubnál szerepelt kölcsönben, játszott például a Criciúma, a Guarani és a Paraná csapataiban is. 2019-ben a Botafogohoz igazolt.
2020. július 17-én hároméves szerződést kötött a bolgár első osztályban érdekelt Ludogorec Razgrad együttesével. A ligában először a 2020. augusztus 8-ai, Botev Vraca ellen 3–1-re elvesztett találkozó 60. percében, Anicet Abel cseréjeként lépett pályára. Első gólját 2020. augusztus 22-én, a Cserno More ellen 4–1-re megnyert bajnokin jegyezhette fel. 2022. július 5-én, a Sutjeska Nikšić ellen hazai pályán 2–0-ra megnyert BL-selejtezőn szerezte meg első nemzetközi gólját. 2022-ben visszatért Brazíliába és az Atlético Paranaensénél folytatta a labdarúgást.

## Statisztika
2023. március 4. szerint.
| Klub                  | Szezon   | Bajnokság             | Bajnokság | Bajnokság | Kupa  | Kupa  | Nemzetközi | Nemzetközi | Összesen | Összesen |
| Klub                  | Szezon   | Bajnokság             | Mérk.     | Gólok     | Mérk. | Gólok | Mérk.      | Gólok      | Mérk.    | Gólok    |
| --------------------- | -------- | --------------------- | --------- | --------- | ----- | ----- | ---------- | ---------- | -------- | -------- |
| Internacional         | 2013     | Série A               | 1         | 0         | 0     | 0     | —          | —          | 1        | 0        |
| Internacional         | 2014     | Série A               | 3         | 0         | 0     | 0     | —          | —          | 3        | 0        |
| Internacional         | 2015     | Série A               | 1         | 0         | 0     | 0     | —          | —          | 1        | 0        |
| Internacional         | 2017     | Série B               | 1         | 0         | 0     | 0     | —          | —          | 1        | 0        |
| Internacional         | Összesen | Összesen              | 6         | 0         | 0     | 0     | 0          | 0          | 6        | 0        |
| Criciúma (kölcsönben) | 2016     | Série B               | 12        | 0         | 0     | 0     | —          | —          | 12       | 0        |
| Guarani (kölcsönben)  | 2016     | Série C               | 12        | 1         | 0     | 0     | —          | —          | 12       | 1        |
| Criciúma (kölcsönben) | 2017     | Série B               | 12        | 2         | 7     | 0     | —          | —          | 19       | 2        |
| Criciúma (kölcsönben) | 2018     | Série A               | 32        | 4         | 0     | 0     | —          | —          | 32       | 4        |
| Criciúma (kölcsönben) | Összesen | Összesen              | 44        | 6         | 7     | 0     | 0          | 0          | 51       | 6        |
| Botafogo              | 2019     | Série A               | 32        | 8         | 4     | 1     | 6          | 1          | 42       | 10       |
| Botafogo              | 2020     | Série A               | 8         | 1         | 3     | 0     | —          | —          | 11       | 1        |
| Botafogo              | Összesen | Összesen              | 40        | 9         | 7     | 1     | 6          | 1          | 53       | 11       |
| Ludogorec Razgrad     | 2020–21  | Parva Liga            | 23        | 5         | 4     | 0     | 8          | 0          | 35       | 5        |
| Ludogorec Razgrad     | 2021–22  | Parva Liga            | 20        | 6         | 6     | 1     | 10         | 0          | 36       | 7        |
| Ludogorec Razgrad     | 2022–23  | Parva Liga            | 3         | 1         | 0     | 0     | 4          | 1          | 7        | 2        |
| Ludogorec Razgrad     | Összesen | Összesen              | 46        | 12        | 10    | 1     | 22         | 1          | 78       | 14       |
| Athletico Paranaense  | 2022     | Série A               | 13        | 2         | 0     | 0     | 5          | 1          | 18       | 3        |
| Athletico Paranaense  | 2023     | Campeonato Paranaense | 10        | 0         | 0     | 0     | —          | —          | 10       | 0        |
| Athletico Paranaense  | Összesen | Összesen              | 23        | 2         | 0     | 0     | 5          | 1          | 28       | 3        |
| Összesen              | Összesen | Összesen              | 183       | 30        | 24    | 2     | 33         | 3          | 240      | 35       |

## Sikerei, díjai
Ludogorec Razgrad
- Parva Liga
  - Bajnok (2): 2020–21, 2021–22
- Bolgár Szuperkupa
  - Győztes (1): 2021–22
  - Döntős (1): 2020–21